# Beça
Beça é uma povoação portuguesa sede da Freguesia de Beça do Município de Boticas, freguesia com 30,01 km² de área e 778 habitantes (censo de 2021), tendo, por isso, uma densidade populacional de 25,9 hab./km².

## História
É a família portuguesa deste nome um ramo dos Baeza de Espanha, pelo que se trata de uma designação com raízes toponímicas.
No tempo do nosso Rei D. Fernando I fixou-se em Portugal Juan Alfonso de Baeza, que daquele soberano recebeu as vilas de Alter do Chão e do Vimieiro. Juan, depois João Afonso, casou aqui e teve descendência, que começou por aportuguesar o nome em Baeça e depois em Beça, também comummente grafado em Bessa.
Aqui existiu um núcleo da Colónia Agrícola do Barroso, criada pela Junta de Colonização Interna.

## Demografia
A população registada nos censos foi:
| Distribuição da População por Grupos Etários | Distribuição da População por Grupos Etários | Distribuição da População por Grupos Etários | Distribuição da População por Grupos Etários | Distribuição da População por Grupos Etários |
| -------------------------------------------- | -------------------------------------------- | -------------------------------------------- | -------------------------------------------- | -------------------------------------------- |
| Ano                                          | 0-14 Anos                                    | 15-24 Anos                                   | 25-64 Anos                                   | > 65 Anos                                    |
| 2001                                         | 151                                          | 163                                          | 482                                          | 235                                          |
| 2011                                         | 91                                           | 85                                           | 454                                          | 213                                          |
| 2021                                         | 79                                           | 56                                           | 408                                          | 235                                          |

## Património
- Capela em Vilarinho da Mó;
- Capela em Lavradas;
- Capela de São Gonçalo, em Carvalhalhos;
- Igreja Matriz de Beça;
- Capela da Senhora da Apresentação;
- Capela de Santa Margarida;
- Capela de São Martinho;
- Capela da Senhora da Saúde, em Quintas;
- Castro de Carvalhelhos ou Castelo dos Mouros;
- Ponte sobre o rio Beça (de pedrinha);
- Termas de Carvalhelhos.